# خانه امین الاسلام
خانه امین الاسلام مربوط به دوره زند است و در سنندج، بلوار کردستان، کنار پل امین الاسلام، کوچه مردوخ واقع شده و این اثر در تاریخ ۱۹ اسفند ۱۳۸۰ با شمارهٔ ثبت ۵۰۸۴ به‌عنوان یکی از آثار ملی ایران به ثبت رسیده است.